# Freaky Styley
A Freaky Styley a Red Hot Chili Peppers második nagylemeze, amelyet 1985-ben adtak ki az EMI America gondozásában. Ekkor került vissza a zenekarba az eredeti gitáros, Hillel Slovak. Négy kislemez került ki róla: a Jungle Man, az American Ghost Dance, a Catholic School Girls Rule, és a Hollywood (Africa). Az album füzetében megtalálható Michelangelo Utolsó ítélete is.
A lemez producere George Clinton volt, a P-Funk tagja, akik nagy hatással voltak a Peppersre. A lemezen megjelent egy fúvós szekció, amelyben Flea is aktív szerepet vállalt. A lemez soha nem lépett fel a Billboard Top 200-as listájára, és a legtöbb kritikus legtöbbször figyelembe se vette. Ennek ellenére a Freaky Styley egy kultusz-kedvenc maradt azok között, akik ott voltak a Chili Peppers indulásánál.
A 2003-as kiadásra (amely a zenekar 20. születésnapjára készült), rákerült a Millionaires Against Hunger című szám, amelyet a zenekar a Bob Geldof által szervezett Live Aid koncert alapvető ellentmondása miatt írt. Igaz ekkorra már a Peppers rengeteg jótékonysági koncerten tette tiszteletét.

## Számlista
1. Jungle Man (Kiedis, Flea, Slovak, Martinez)
2. Hollywood (Africa) (The Meters)
3. American Ghost Dance (Kiedis, Flea, Slovak, Martinez)
4. If You Want Me To Stay (Sly Stone)
5. Nevermind (Kiedis, Flea, Slovak, Irons)
6. Freaky Styley (Kiedis, Flea, Slovak, Martinez)
7. Blackeyed Blonde (Kiedis, Flea, Slovak, Martinez)
8. The Brothers Cup (Kiedis, Flea, Slovak, Martinez)
9. Battle Ship (Kiedis, Flea, Slovak, Martinez)
10. Lovin' And Touchin' (Kiedis, Flea, Slovak, Martinez)
11. Catholic School Girls Rule (Kiedis, Flea, Martinez)
12. Sex Rap (Kiedis, Flea, Slovak, Irons)
13. Thirty Dirty Blues (Kiedis, Flea, Slovak, Martinez)
14. Yertle The Turtle (Kiedis, Flea, Slovak, Martinez)

A 2003-as kiadás bónusz számai:
1. Nevermind (demo) (Kiedis, Flea, Slovak, Irons)
2. Sex Rap (demo) (Kiedis, Flea, Slovak, Irons)
3. Freaky Styley (eredeti hosszú változat) (Kiedis, Flea, Slovak, Martinez)
4. Millionaires Against Hunger (Kiedis, Flea, Slovak, Martinez)